# Inti (moneda)
El inti (símbolo: I/., ISO 4217: PEI) fue la moneda de circulación legal en Perú desde el 1 de febrero de 1985 de acuerdo con la Ley n.º 24064 hasta 30 de junio de 1991 cuando fue reemplazado por el nuevo sol. La palabra «inti» significa sol en quechua.

## Historia

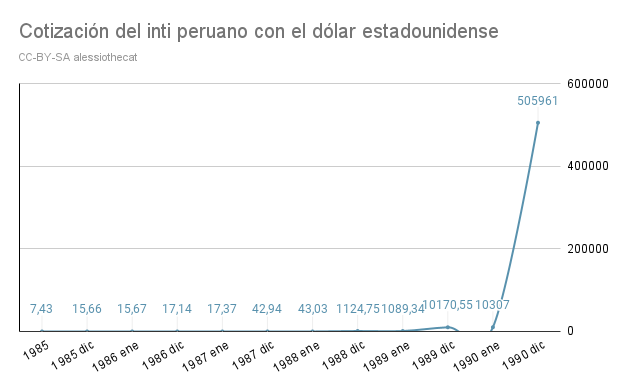
Comparación de la cotización entre el inti y el dólar estadounidense.

El inti se introdujo el 1 de febrero de 1985, durante los últimos meses del segundo gobierno de Fernando Belaúnde reemplazando al sol que había sufrido una alta inflación. Cada inti estuvo fraccionado en 100 céntimos y era equivalente a 1000 soles de oro. Las monedas denominadas en la nueva unidad se pusieron en circulación a partir de mayo de 1985 y los billetes en junio de ese año, si bien originalmente estaba planificado que estos últimos entraran en circulación en el primer semestre de 1987.
Originalmente se emitieron monedas de 1, 5, 10, 20, 50 céntimos, 1 y 5 intis, y billetes de 10, 50, 100 y 500 intis. Pero a medida que la hiperinflación fue avanzado, se empezaron a emitir valores mucho más grandes. Se llegaron a emitir billetes de quinientos mil, un millón y cinco millones de intis, dejándose de lado el uso de monedas.
Para 1990, el inti había sufrido una alta inflación. Como medida provisional, el Estado peruano creó el «inti millón» como unidad de cuenta. Su símbolo era I/m. y equivalía a 1 000 000 intis. El nuevo sol se adoptó el 1 de julio de 1991, reemplazando el inti a un tipo de cambio de un millón a uno. Por lo tanto: 1 nuevo sol = 1 000 000 de intis = 1 000 000 000 de soles de oro. En la práctica, el sol reemplazó a la unidad de «inti millón» a la par (I/m 1.00 = S/. 1.00)
En 1991, al ingresar el nuevo sol como nueva moneda de curso legal, los únicos billetes que se mantuvieron en circulación fueron los de 10 000 (S/. 0,01), 50.000 (S/. 0,05), 100 000 (S/. 0,10), 500 000 (S/. 0,50), un millón (S/. 1,00) y cinco millones de intis (S/. 5,00). En 1992, durante el gobierno de Alberto Fujimori, se descontinuó su circulación.

### Inti millón (I/.m.)
El inti millón fue una unidad de cuenta que entró en vigencia a partir del 1 de enero de 1991, de acuerdo al D.S. n.º 326-90-EF publicado el 16 de diciembre de 1990. Dicha unidad de cuenta estuvo vigente hasta el 30 de junio de 1991 cuando fue remplazado a la par por el nuevo sol.
Tanto los precios cuanto los registros contables fueron expresados en millones de intis con decimales; por ejemplo:
I/. 12 453 734 = I/.m. 12,45

## Connotación cultural
En el imaginario peruano, el inti se encuentra fuertemente relacionado con la crisis económica y social que atravesó el país durante la década de 1980 y parte del decenio siguiente. La imagen recurrente del inti es la sucesiva emisión de billetes de diferente denominación en un tiempo bastante corto. También suele relacionarse con el primer gobierno de Alan García Pérez (1985-1990) y el empleo de la maquinita o emisión inorgánica de moneda. La otra imagen recurrente se asocia con enormes fajos de billetes que, debido al fenómeno inflacionario, podían perder su valor adquisitivo en cuestión de meses o semanas.
Durante el mensaje a la Nación del 28 de julio de 1994 ante el Congreso de la República, y en un intento por marcar la diferencia con el gobierno de García y acentuar la significación de los logros en materia económica del Gobierno de Emergencia y Reconstrucción Nacional, Alberto Fujimori, entonces presidente de la República, arrojó al suelo durante su alocución un fajo de billetes de 10 intis.

## Monedas
| Denominación | Años de emisión | Anverso | Reverso |
| ------------ | --------------- | ------- | ------- |
| 1 céntimo    | 1985            |         |         |
| 5 céntimos   | 1985            |         |         |
| 10 céntimos  | 1985-1987       |         |         |
| 20 céntimos  | 1985-1987       |         |         |
| 50 céntimos  | 1985-1988       |         |         |
| 1 inti       | 1985-1988       |         |         |
| 5 intis      | 1985-1988       |         |         |

## Billetes
| Denominación    | Circuló desde | Color   | Personaje                    | Reverso                                                 |
| --------------- | ------------- | ------- | ---------------------------- | ------------------------------------------------------- |
| 10 intis        | 1985          | Azul    | Ricardo Palma                | Agricultor indígena y cosecha de algodón                |
| 50 intis        | 1985          | Naranja | Nicolás de Piérola           | Helicóptero de provisiones                              |
| 100 intis       | 1985          | Rosa    | Ramón Castilla               | Mujer supervisando una hiladora                         |
| 500 intis       | 1985          | Marrón  | José Gabriel Condorcanqui    | Montañas y campamento                                   |
| 1000 intis      | 1986          | Verde   | Andrés Avelino Cáceres       | Ruinas de Chan Chan                                     |
| 5000 intis      | 1988          | Púrpura | Miguel Grau Seminario        | Pescadores reparando redes                              |
| 10 000 intis    | 1988          | Azul    | César Vallejo                | Santiago de Chuco                                       |
| 50 000 intis    | 1988          | Rojo    | Víctor Raúl Haya de la Torre | Congreso Nacional del Perú                              |
| 100 000 intis   | 1988          | Marrón  | Francisco Bolognesi          | Lago Titicaca                                           |
| 500 000 intis   | 1988          | Azul    | Ricardo Palma                | Iglesia de la Caridad sede del Primer Congreso Nacional |
| 1 000 000 intis | 1990          | Violeta | Hipólito Unanue              | Facultad de Medicina San Fernando                       |
| 5 000 000 intis | 1990          | Marrón  | Antonio Raimondi             | Indio prestando ayuda a un hombre                       |

## Monedas conmemorativas
| Anverso | Reverso | Tema                                                           | Denominación | Año de acuñación | Casa acuñadora | Aleación de plata | Peso fino     | Diámetro | Canto    | Acuñación máxima |
| ------- | ------- | -------------------------------------------------------------- | ------------ | ---------------- | -------------- | ----------------- | ------------- | -------- | -------- | ---------------- |
|         |         | 150º aniversario del nacimiento del mariscal Andrés A. Cáceres | 100 intis    | 1986             | Lima           | 0,925             | 10,175 g      | 28       | Estriado | 50 000           |
|         |         | 150º aniversario del nacimiento del mariscal Andrés A. Cáceres | 200 intis    | 1986             | Lima           | 0,925             | 20,35 g       | 33       | Estriado | 25 000           |
|         |         | Inca Pachacútec Regionalización                                | ½ inti       | 1989             | Lima           | 0,925             | 1/2 onza troy | 32       | Estriado |                  |